# Coimères

Coimères este o comună în departamentul Gironde din sud-vestul Franței. În 2009 avea o populație de 856 de locuitori.

## Evoluția populației
| An        | 1975 | 1982 | 1990 | 1999 | 2006 | 2009 |
| --------- | ---- | ---- | ---- | ---- | ---- | ---- |
| Populație | 356  | 388  | 583  | 657  | 658  | 856  |